# Tebaida (revista)
Tebaida fue una revista literaria chilena de la ciudad de Arica, fundada en 1968 por la poeta e investigadora literaria Alicia Galaz, en la sede de la Universidad de Chile en dicha ciudad. Funcionó anual y semestralmente hasta 1972. Alcanzó a publicar nueve números, especialmente orientados a difundir la producción poética del Norte Grande y del grupo Tebaida, del cual, el por entonces ya maduro escritor Andrés Sabella, fue uno de sus miembros destacados. Pese a lo anterior, la revista también publicó a diversos poetas extranjeros.
Al igual que Arúspice (Concepción, 1964-1968) y la primera etapa de Trilce (Valdivia, 1964-1969), Tebaida fue una revista vocera de su grupo literario homónimo, y al menos hasta 1970, descentralizadora y patrocinada por una universidad tradicional local.

## Historia editorial
La revista fue fundada en 1968 por Alicia Galaz, poeta y por entonces también profesora de la Universidad de Chile de Arica. El primer número fue patrocinado por la Federación de Estudiantes de la Universidad de Chile de dicha sede, el segundo por la Municipalidad de Arica, y el tercero por la Universidad de Chile, sede Arica. Los números posteriores, a partir de 1971, no mencionan ningún patrocinio, y reemplazan su imprenta local por la santiaguina Nascimento.
A diferencia de otras revistas literarias de la época, como Trilce y Arúspice, esta conservó durante todos sus números el mismo formato y diseño, cuyas gráficas estuvieron a cargo mayoritariamente del artista plástico y editor Guillermo Deisler. Esta revista, al contrario de las anteriores, fue más polémica y politizada.
Su noveno y último número apareció en mayo-diciembre de 1972.

## Contenido
Si bien la revista buscó priorizar la publicación de autores nacionales, teniendo entre ellos Andrés Sabella una presencia destacada, desde su primer número también se incluyeron traducciones de poetas extranjeros. Los distintos números son los siguientes:
| Año  | Número | Contenido destacado |
| ---- | ------ | --- |
| 1968 | 1      | «Gracias y desgracias del antipoeta», respuesta airada de Gonzalo Rojas a Nicanor Parra, por motivos de una disputa. |
| 1969 | 2      | Contiene poesía de autores de la llamada generación del sesenta: Hernán Lavín Cerda, Jaime Quezada, Waldo Rojas y Manuel Silva Acevedo (Premio Nacional de Literatura 2016). También este número presenta poesía de la antipoeta del norte Nana Gutiérrez                                      |
| 1970 | 3-4    | Palabras iniciales de Salvador Allende, un verso de «Alturas de Machu Picchu» de Pablo Neruda, y cuatro antologías: «Antología Gran Sur del Perú», «Cuatro poetas en Lima», «Nortegrande de poesía, Poesía del Grupo Tebaida» (siete poetas), y «Antología de la poesía negra norteamericana». |
| 1971 | 5      | Presenta poesía de Enrique Lihn y Gonzalo Rojas. Incluye palabras introductorias de Volodia Teitelboim y un artículo titulado Poesía y Justicias de Andrés Sabella |
| 1971 | 6      | Número consagrado a la poesía de Puerto Rico. Esta edición incluye además un extenso testimonio de la poesía afroamericana estadounidense a cargo de Ramón Layera. |
| 1972 | 7      | Palabras introductorias de Ernesto Cardenal. En esta edición se incluye poesía del poeta peruano Leoncio Bueno. |
| 1972 | 8-9    | Números publicados por Editorial_Nascimento. Incluye poesía de Jorge Teillier. |